# ジェイコブ・アマヤ
ジェイコブ・カルロス・アマヤ（Jacob Carlos Amaya, 1998年9月3日 - ）は、 アメリカ合衆国カリフォルニア州ロサンゼルス郡エルモンテ出身のプロ野球選手（内野手）。右投右打。MLBのシカゴ・ホワイトソックス所属。

## 経歴

### プロ入りとドジャース傘下時代
2017年のMLBドラフト11巡目（全体340位）でロサンゼルス・ドジャースから指名され、プロ入り。なお、契約しない場合はカリフォルニア大学アーバイン校へ進学の予定であった。契約後、傘下のルーキー級アリゾナリーグ・ドジャースでプロデビュー。34試合に出場して打率.254、2本塁打、14打点、4盗塁を記録した。
2018年はパイオニアリーグのルーキー級オグデン・ラプターズとA級グレートレイクス・ルーンズでプレーし、2チーム合計で59試合に出場して打率.311、4本塁打、29打点、14盗塁を記録した。
2019年はA級グレートレイクスとA+級ランチョクカモンガ・クエークスでプレーし、2チーム合計で124試合に出場して打率.260、7本塁打、71打点、5盗塁を記録した。
2020年はCOVID-19の影響でマイナーリーグの試合が開催されなかったため、公式戦の出場は無かった。
2021年はAA級タルサ・ドリラーズでプレーし、113試合に出場して打率.216、12本塁打、47打点、5盗塁を記録した。オフにはアリゾナ・フォールリーグに参加し、グレンデール・デザートドッグスに所属した。11月19日にはルール・ファイブ・ドラフトでの流出を防ぐために40人枠入りした。

### マーリンズ時代
2023年1月11日にミゲル・ロハスとのトレードで、マイアミ・マーリンズへ移籍し、マイナーオプションにより傘下のAAA級ジャクソンビル・ジャンボシュリンプへ配属された。そのまま開幕を迎え、6月17日にメジャー初昇格し、翌18日のワシントン・ナショナルズ戦に「9番・三塁手」でメジャー初出場を果たした。この試合でメジャー初安打と初打点を記録した。この年メジャーでは4試合に出場して打率.222、2打点、1盗塁を記録した。
2024年4月2日にDFAとなった。

### アストロズ時代
2024年4月6日にバレンテ・ベロゾとのトレードで、ヒューストン・アストロズへ移籍した。移籍後、メジャーでは1試合のみの出場にとどまった（5月7日のニューヨーク・ヤンキース戦にて途中から二塁手として出場で1打席無安打。）。マイナーでは傘下のAAA級シュガーランド・スペースカウボーイズでプレーし、73試合に出場して打率.223、5本塁打、32打点、6盗塁を記録した。8月24日にDFAとなった。

### ホワイトソックス時代
2024年8月26日にウェイバー公示を経てシカゴ・ホワイトソックスへ移籍し、翌日アクティブ・ロースター入りした。この年は最終的に2球団合計で24試合に出場して打率.176、12安打、3打点の成績だった。
2025年1月8日にジョシュ・ロハスを獲得したことに伴って、DFAとなった。
2025年1月16日にウェイバー公示を経てボルチモア・オリオールズへ移籍したが、同月27日にディラン・カールソンの加入に伴いDFAとなり、2月3日にウェイバー公示を経てホワイトソックスに復帰した。5月16日にDFAとなり、5月17日にAAA級シャーロットに降格した。8月7日に再びメジャー契約を結び、アクティブロースター入りした。8月15日にDFAとなった。

## 選手としての特徴
打者としては本塁打よりも二塁打を期待されるような中距離ヒッターに分類される。守備では本職の遊撃手だけでなく、二塁手と三塁手もこなせる汎用性を備える。

## 詳細情報

### 年度別打撃成績
| 年 度    | 球 団    | 試 合 | 打 席 | 打 数 | 得 点 | 安 打 | 二 塁 打 | 三 塁 打 | 本 塁 打 | 塁 打 | 打 点 | 盗 塁 | 盗 塁 死 | 犠 打 | 犠 飛 | 四 球 | 敬 遠 | 死 球 | 三 振 | 併 殺 打 | 打 率 | 出 塁 率 | 長 打 率 | O P S |
| -------- | -------- | ----- | ----- | ----- | ----- | ----- | -------- | -------- | -------- | ----- | ----- | ----- | -------- | ----- | ----- | ----- | ----- | ----- | ----- | -------- | ----- | -------- | -------- | ----- |
| 2023     | MIA      | 4     | 9     | 9     | 1     | 2     | 0        | 0        | 0        | 2     | 2     | 1     | 0        | 0     | 0     | 0     | 0     | 0     | 1     | 0        | .222  | .222     | .222     | .444  |
| 2024     | HOU      | 1     | 1     | 1     | 0     | 0     | 0        | 0        | 0        | 0     | 0     | 0     | 0        | 0     | 0     | 0     | 0     | 0     | 0     | 0        | .000  | .000     | .000     | .000  |
| 2024     | CWS      | 23    | 71    | 67    | 4     | 12    | 1        | 0        | 0        | 13    | 3     | 1     | 0        | 0     | 0     | 4     | 0     | 0     | 28    | 3        | .179  | .225     | .194     | .419  |
| '24計    | CWS      | 24    | 72    | 68    | 4     | 12    | 1        | 0        | 0        | 13    | 3     | 1     | 0        | 0     | 0     | 4     | 0     | 0     | 28    | 3        | .176  | .222     | .191     | .413  |
| MLB：2年 | MLB：2年 | 28    | 81    | 77    | 5     | 14    | 1        | 0        | 0        | 15    | 5     | 2     | 0        | 0     | 0     | 4     | 0     | 0     | 29    | 3        | .182  | .222     | .195     | .417  |

- 2024年度シーズン終了時

### 年度別守備成績
| 年 度 | 球 団 | 二塁（2B） | 二塁（2B） | 二塁（2B） | 二塁（2B） | 二塁（2B） | 二塁（2B） | 遊撃（SS） | 遊撃（SS） | 遊撃（SS） | 遊撃（SS） | 遊撃（SS） | 遊撃（SS） |
| 年 度 | 球 団 | 試 合      | 刺 殺      | 補 殺      | 失 策      | 併 殺      | 守 備 率   | 試 合      | 刺 殺      | 補 殺      | 失 策      | 併 殺      | 守 備 率   |
| ----- | ----- | ---------- | ---------- | ---------- | ---------- | ---------- | ---------- | ---------- | ---------- | ---------- | ---------- | ---------- | ---------- |
| 2023  | MIA   | 1          | 1          | 0          | 0          | 0          | 1.000      | 3          | 0          | 2          | 0          | 0          | 1.000      |
| 2024  | HOU   | 1          | 2          | 2          | 0          | 1          | 1.000      | -          | -          | -          | -          | -          | -          |
| 2024  | CWS   | -          | -          | -          | -          | -          | -          | 23         | 32         | 32         | 1          | 9          | .985       |
| '24計 | CWS   | 1          | 2          | 2          | 0          | 1          | 1.000      | 23         | 32         | 32         | 1          | 9          | .985       |
| MLB   | MLB   | 2          | 3          | 2          | 0          | 1          | 1.000      | 26         | 32         | 34         | 1          | 9          | .985       |

- 2024年度シーズン終了時

### 背番号
- 67（2023年）
- 15（2024年5月7日）
- 18（2024年8月30日 - 同年終了）
- 8（2025年 - 同年5月15日）
- 0（2025年8月7日 - 8月14日）